# アンナ・フォン・エスターライヒ (バイエルン公妃)
アンナ・フォン・エスターライヒ（Anna von Österreich, 1528年7月7日 - 1590年10月16日）は、神聖ローマ皇帝フェルディナント1世と皇后アンナ・ヤギエロの次女。バイエルン公アルブレヒト5世の妃。

## 生涯
幼少時から美しく育ち、様々な縁談が持ちかけられた。まずバイエルン公ヴィルヘルム4世の長男テオドール（1526年 - 1534年）、次いでフランス王フランソワ1世の子オルレアン公シャルル（1522年 - 1545年）と婚約したが、2人とも婚約後ほとんどすぐに死去した。
アンナは結局1546年7月4日、17歳の時にレーゲンスブルクで、かつての婚約者の弟バイエルン公アルブレヒト5世と結婚した。2人はアルブレヒトの即位までランツフートのトラウスニッツ城で過ごした。
アンナとアルブレヒト5世の宮廷は、オルランド・ディ・ラッソが宮廷音楽家として仕えていたことで知られている。

## 子女
- カール（1547年）
- ヴィルヘルム5世（1548年 - 1626年） - バイエルン公
- フェルディナント（1550年 - 1608年）
- マリア・アンナ（1551年 - 1608年） - 叔父に当たる内オーストリア大公カール2世と結婚
- マクリミリアーナ・マリア（1552年 - 1614年）
- フリードリヒ（1553年 - 1554年）
- エルンスト（1554年 - 1612年） - ケルン大司教